# Ерозійний останець морських рифів Товтрів або Медоборів Сарматського віку в околицях селища Підкамінь
Ерозі́йний оста́нець морськи́х ри́фів То́втрів або Медобо́рів Сарма́тського ві́ку в око́лицях селища Підка́мінь — геологічна пам'ятка природи місцевого значення в Україні, у Золочівському районі Львівської області, на східній околиці селища Підкамінь, поблизу греко-католицького студитського Монастиря походження дерева Хреста Господнього.
Площа 0,3 га. Пам'ятку природи оголошено рішенням Львівського облвиконкому від 9 жовтня 1984 року, № 495.
Об'єкт перебуває у віданні Підкамінської селищної ради.
Статус надано для збереження унікальної скелі-останця, яка є залишками відкладів Сарматського ярусу.
Існує чимало легенд та історичних переказів, пов'язаних зі скелею, яку в народі ще називають «Чортів камінь».

## Легенди
Одна народна легенда розповідає, що назва каменю пов'язана з історією про те, як чорт хотів зруйнувати Свято-Успенську Почаївську лавру. Саме туди він ніс цей камінь, однак сильна буря завадила знищити святиню.
В іншій легенді зазначається, що камінь приніс силач, котрий намагався захистити рідне селище від нападу монголо-татар.

## Галерея

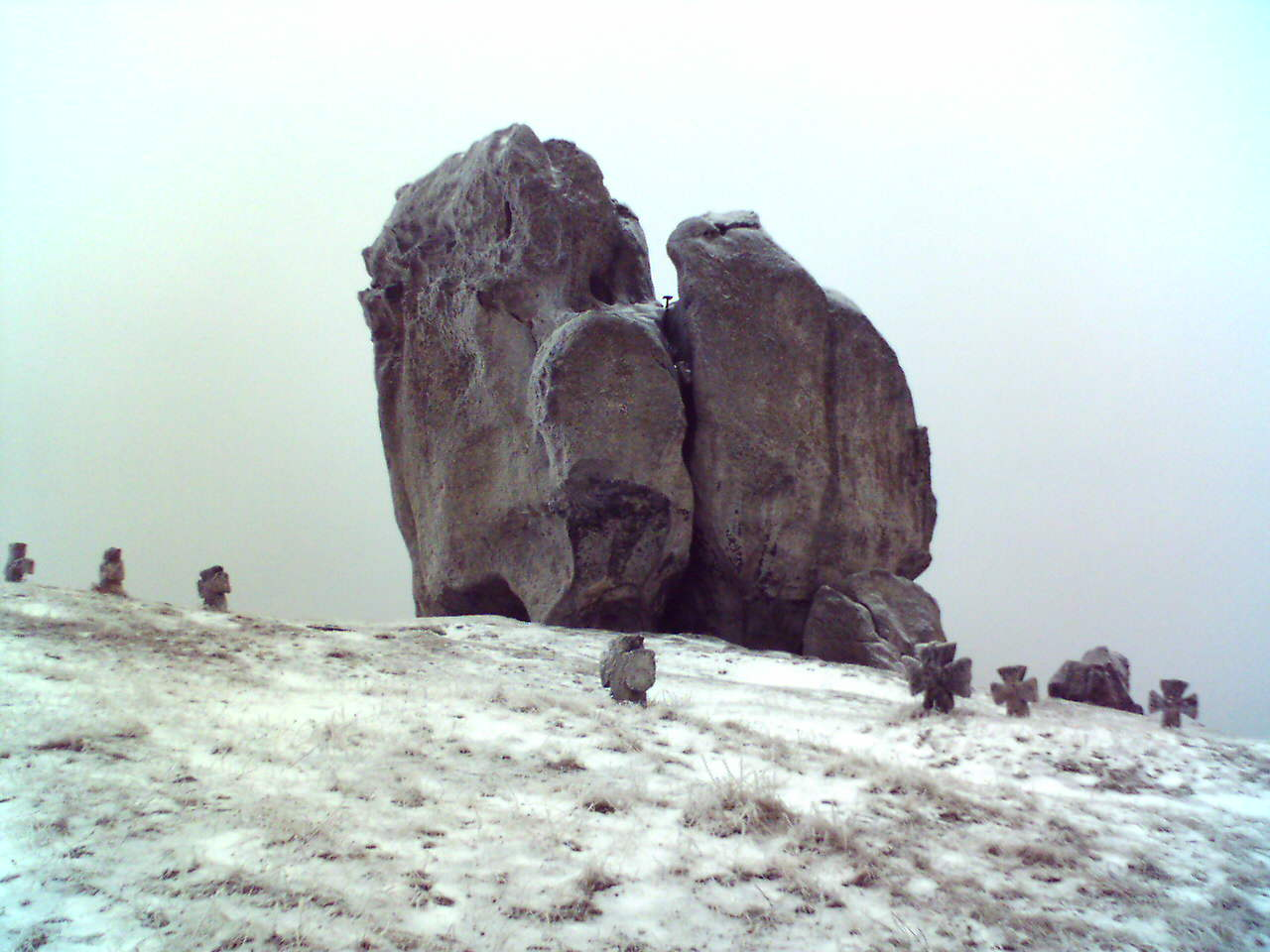
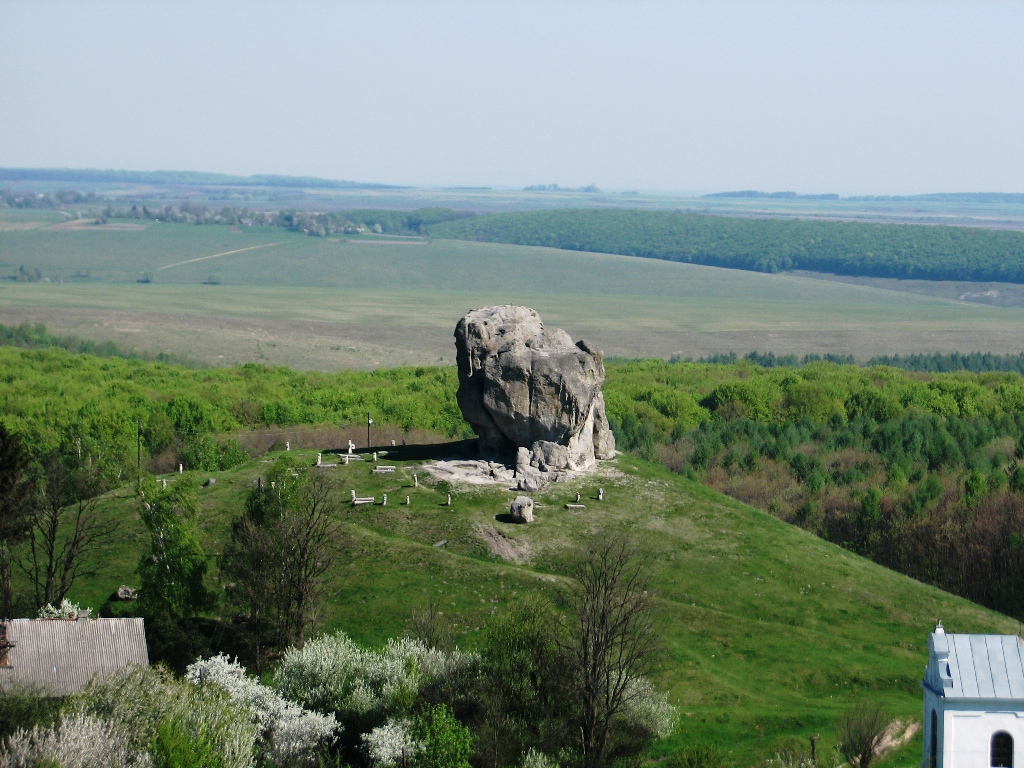
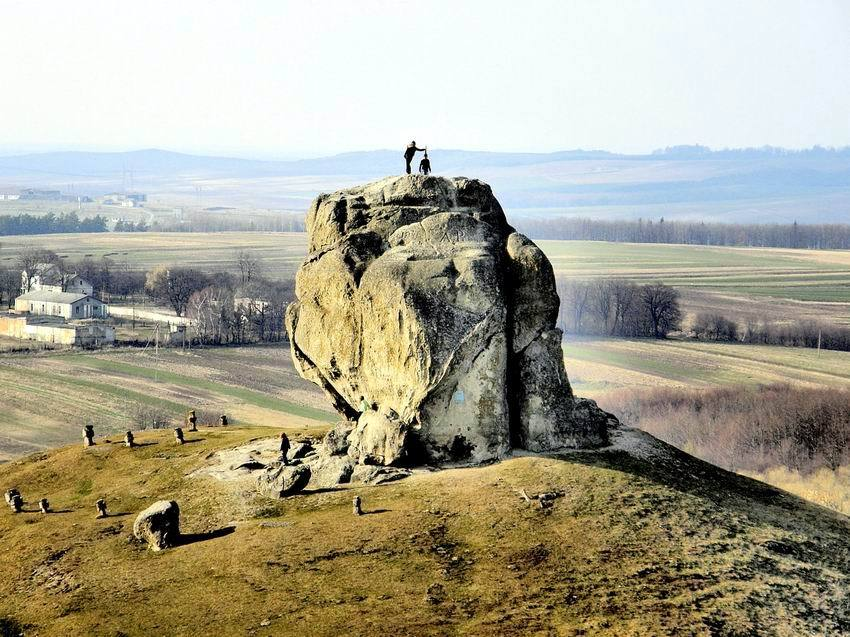
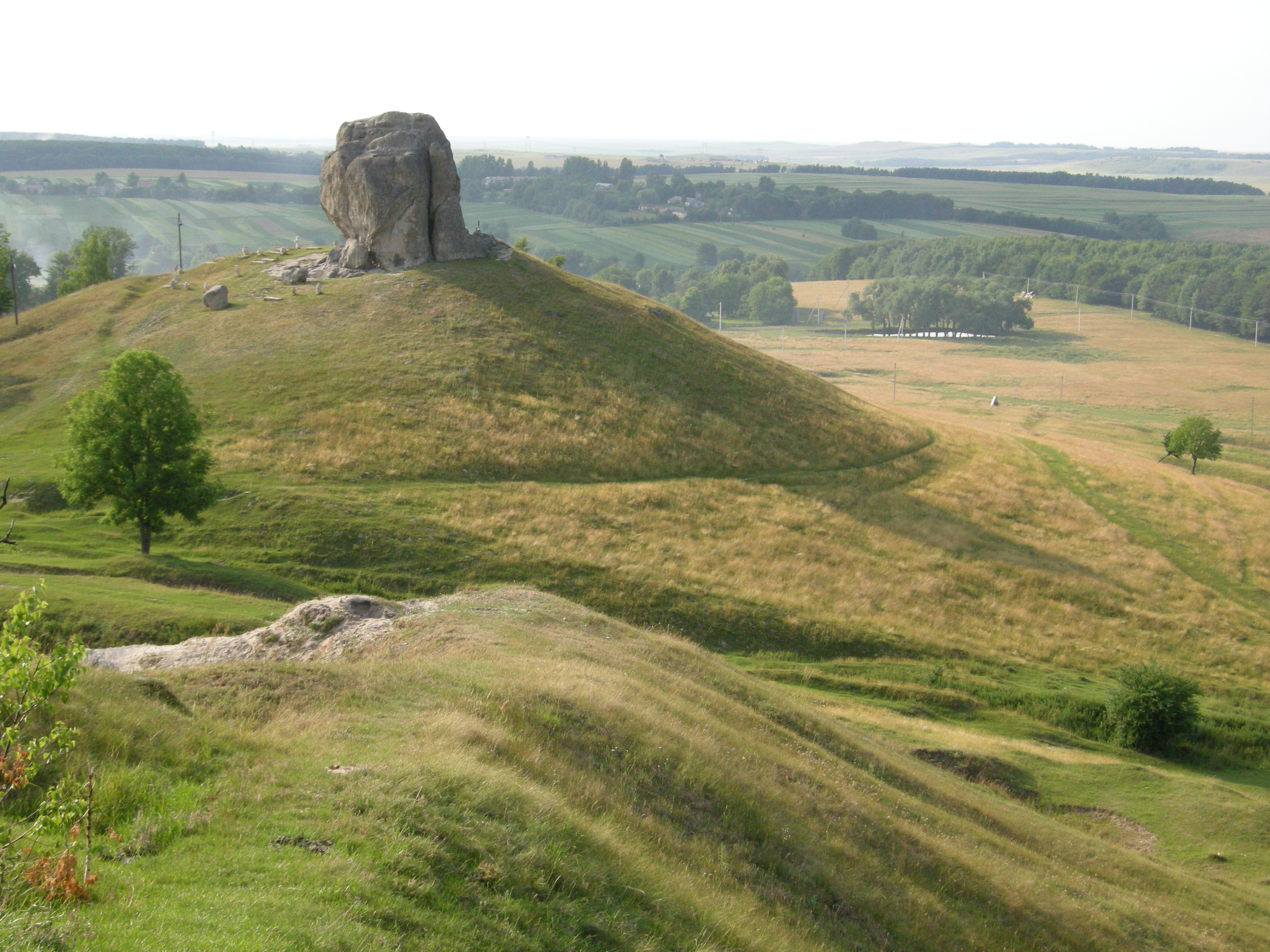
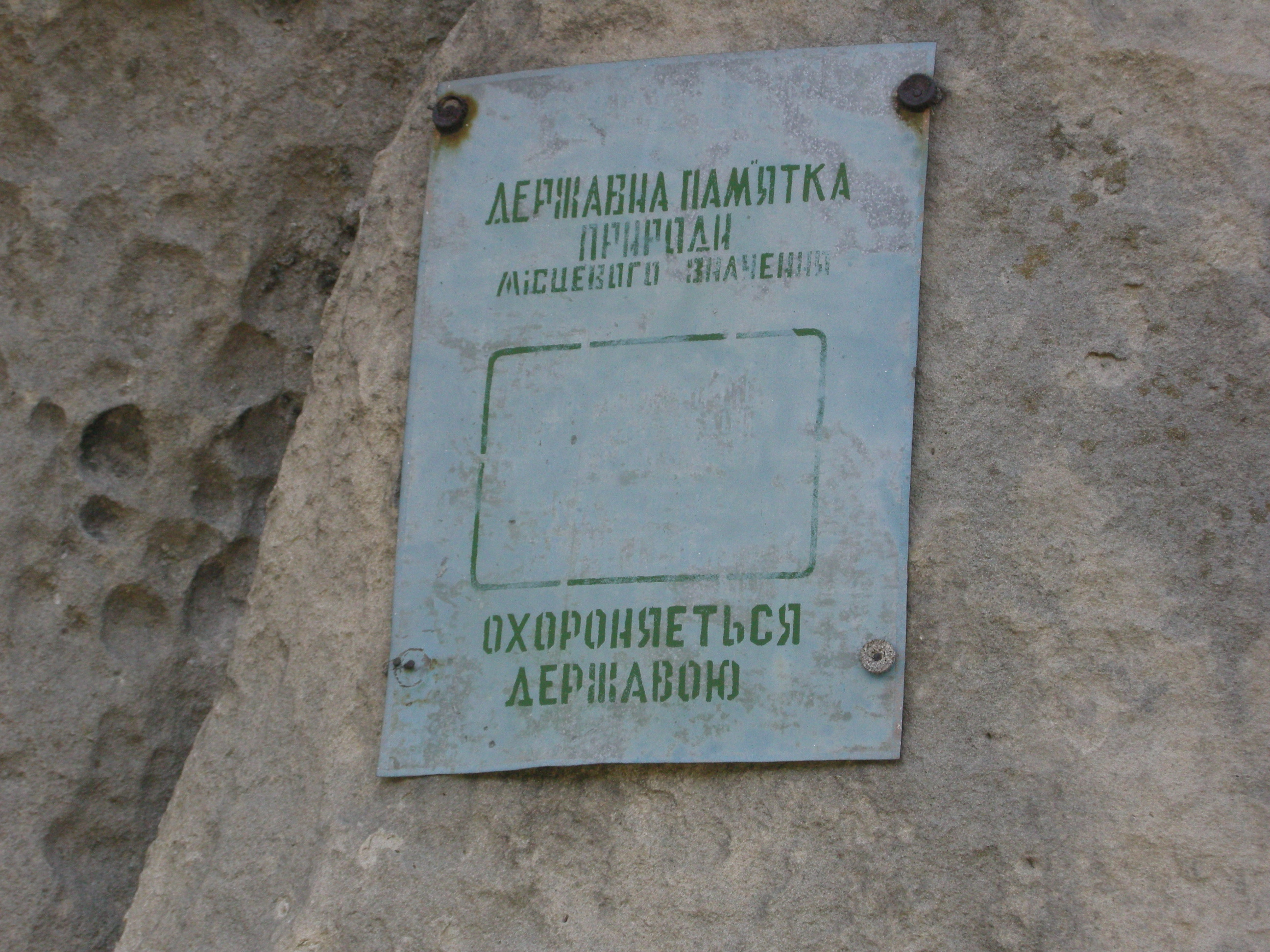
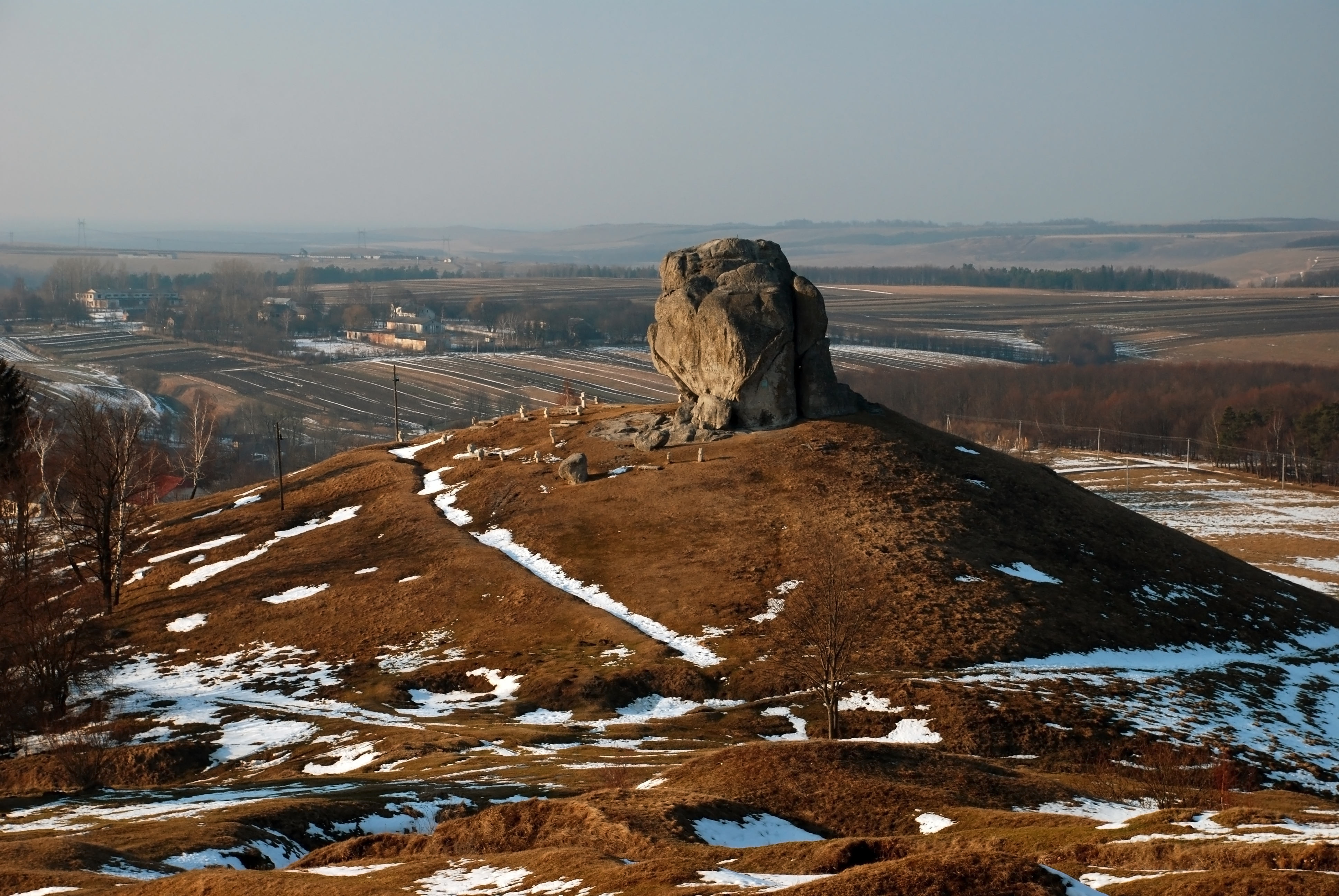
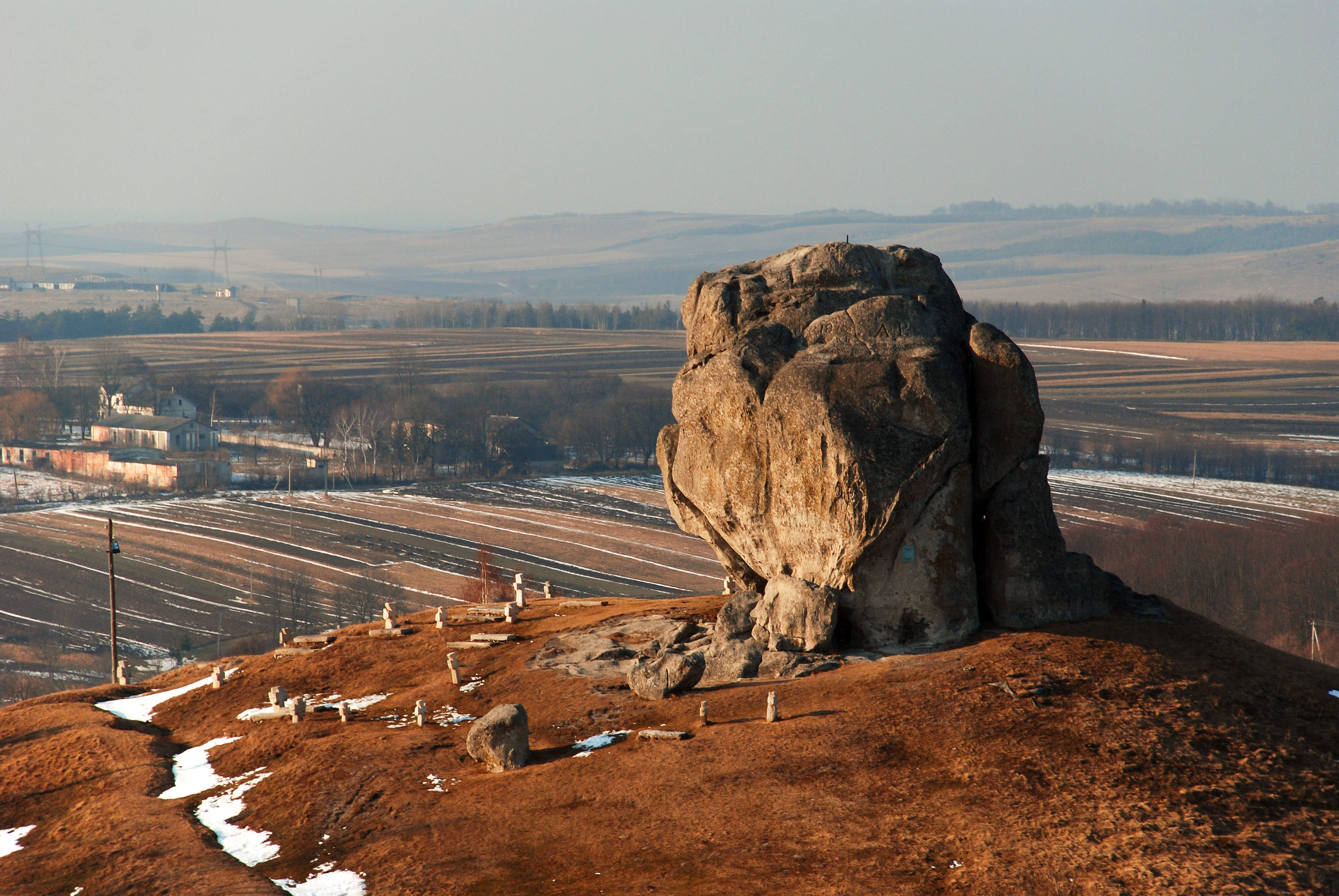
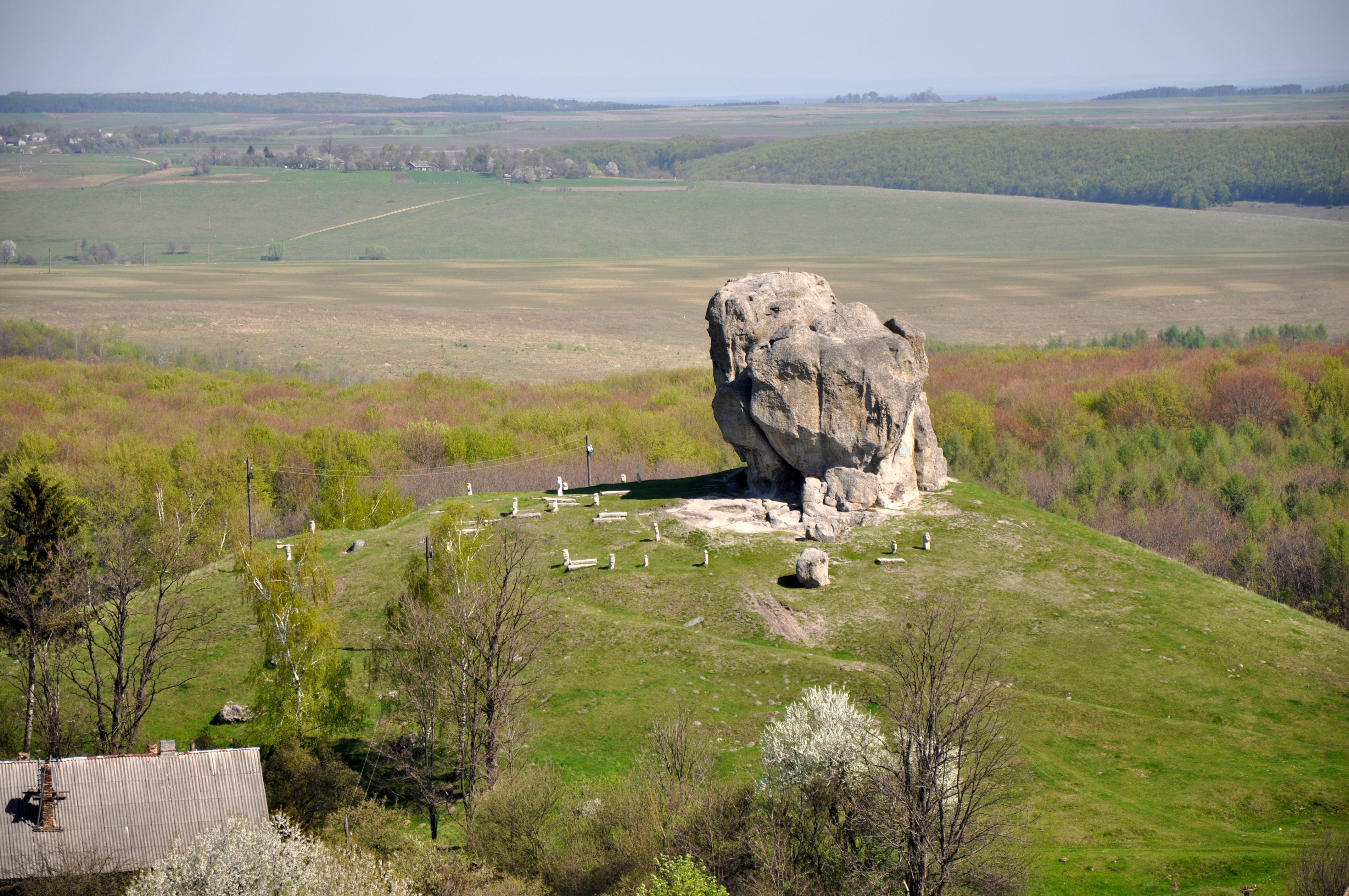